# Sianți, Ostroh
Sianți (în ucraineană Сіянці) este localitatea de reședință a comunei Sianți din raionul Ostroh, regiunea Rivne, Ucraina.

## Demografie
Componența lingvistică a localității Sianți
     Ucraineană (98,64%)
     Rusă (1,36%)
Conform recensământului din 2001, majoritatea populației localității Sianți era vorbitoare de ucraineană (98,64%), existând în minoritate și vorbitori de rusă (1,36%).